# 신데렐라 맨
《신데렐라 맨》(영어: Cinderella Man)은 2005년 공개된 론 하워드가 감독을 맡은 미국의 드라마 영화이며, 헤비급 복싱 챔피언 제임스 J. 브래덕의 별칭에서 영화 제목이 붙여졌고 그의 생애 이야기로부터 영감을 받았다. 브라이언 그레이저, 하워드, 페니 마셜이 제작하였다. 데이먼 러니언이 브래덕에게 이 별칭을 붙여줬다. 러셀 크로, 러네이 젤위거, 폴 지어마티등이 출연했다.

## 출연
- 러셀 크로 - 제임스 J. 브래덕
- 러네이 젤위거 - 메이 브래덕
- 폴 지어마티 - 조 굴드
- 브루스 맥길 - 제임스 존스턴
- 크레이그 비어코 - 맥스 베이어
- 패디 콘시딘 - 마이크 윌슨
- 데이비드 휴밴드 - 포드 본드
- 코너 프라이스 - 제이 브래덕
- 에리얼 월러 - 로즈메리 "로지" 브래덕
- 패트릭 루이스 (Patrick Louis) - 하워드 브래덕
- 로즈메리 디윗 - 세라 윌슨
- 린다 캐시 - 굴드 여사
- 니컬러스 캠벨 - 스포티 루이스
- 지니 파이어즈 (Gene Pyrz) - 제이크
- 척 샤마타 - 로드릭 신부
- 론 캐나다 - 조 자넷
- 알리시아 존스턴 (Alicia Johnston) - 앨리스
- 트로이 아모스 로스 - 존 헨리 루이스
- 마크 사이먼스 (Mark Simmons) - 아트 래스키
- 아트 비온코프스키 - 콘 그리핀
- 데이비드 리칭어 (David Litzinger) - 에이브 펠트먼
- 매슈 G. 테일러 - 프리모 카르네라
- 랜스 하워드 - 알 파진 아나운서
- 로버트 노먼 스미스 - 리포터
- 엔젤로 던디 - 복싱 트레이너